# Hotel Potomac
El Hotel Potomac fue un hotel que estuvo localizado en la parroquia San Bernardino de Caracas, Venezuela. Desde su inauguración en 1949, fue uno de los sitios de alojamiento más reputados y comentados de la capital venezolana hasta que fue demolido a inicios de los años 1990. En su lugar hoy existe una sucursal de la cadena de supermercados Excelsior Gama.

## Historia
La construcción del hotel fue iniciativa de Heraclio Atencio Bozo, y respondía a la necesidad de albergar a los inversionistas extranjeros que se hicieron habituales en Caracas durante los años 1940 a raíz del boom petrolero. Al igual que el Hotel Ávila y el Hotel Waldorf, el emplazamiento escogido fue la zona de parroquia San Bernardino, en parte por estar fuera de los límites tradicionales de la ciudad y por su proximidad con la futura sede de la Royal Dutch Shell.
El hotel fue inaugurado el 31 de octubre de 1949. Poseía un estilo art déco, con sus pisos hechos con mármol de Carrara. Además, tanto en la recepción como en el llamado Salón Joropo contaba con pinturas de Graziano Gasparini. El hotel introdujo el concepto de «bar americano», e incluso contaba con un chef traído de Francia, dándole prestigio al establecimiento. Durante los años 1950 se había convertido en una buena opción de alojamiento para los inversionistas y empresarios petroleros.
Sin embargo, la verdadera fama internacional del hotel llegó el 24 de agosto de 1963. Con ocasión de la participación del Real Madrid en el Trofeo de la Ciudad de Caracas de fútbol, las Fuerzas Armadas de Liberación Nacional (FALN) secuestraron a Alfredo Di Stéfano, quien se encontraba alojado en este hotel. La operación, concebida como un golpe publicitario, fue llevada a cabo por dos miembros del grupo subsersivo que se presentaron en la habitación del futbolista haciéndose pasar por dos agentes de la Policía Técnica Judicial. Allí le exigieron que los acompañara a la comisaría para rendir declaraciones como parte de un procedimiento de rutina relacionado con una supuesta investigación sobre tráfico de drogas. Al ver que el deportista se resistía, uno de los involucrados, Paúl del Río (alias «Máximo Canales»), amenazó con llevárselo esposado. Una vez dentro del coche, le fueron vendados los ojos y se le reveló el propósito real de su detención. El futbolista fue liberado 72 horas después.
En los años siguientes, el hotel fue adquirido por el empresario Franco Luciano por 13 millones de bolívares. Más de una década después, fue vendido por el empresario a la Electricidad de Caracas por 360 millones, en una puja con el Gobierno nacional, quien ofreció 180 millones. 
En los años 1990, el hotel se encontraba abandonado y en estado de deterioro. Pese a que muchas personas pidieron su declaración como patrimonio urbano, el edificio sería finalmente demolido. En su lugar se construyó una franquicia de la cadena Wendy's, el cual a su vez fue removido para dar paso a una sucursal de la cadena de supermercados Excelsior Gama.